# Pseudomicrodes ecrufa
Pseudomicrodes ecrufa là một loài bướm đêm trong họ Noctuidae.